# Pushpa Kamal Dahal
Pushpa Kamal Dahal — en devanagari : पुष्प कमल दहल — est un chef de guerre et homme d'État népalais, né le 11 décembre 1954 à Tanahun, village proche de la ville de Pokhara, dans le district de Kaski.
Surnommé Prachanda (en devanagari : प्रचण्ड, terme signifiant « le féroce » en népalais), il devient en 1994 président du Parti communiste du Népal (maoïste) ou PCN(M) et chef de sa branche militaire, l'Armée népalaise du peuple. À ce titre, il vit en clandestinité de 1996 à 2006. 
Le 15 août 2008, après les accords de paix ayant conduit à la chute de la monarchie, il est élu Premier ministre par l'Assemblée constituante et prête serment le 18 août devant le président de la République, Ram Baran Yadav. Il démissionne de son poste de Premier ministre le 4 mai 2009. Il est de Premier ministre entre 2016 et 2017 mais démissionne de nouveau. Il redevient Premier ministre en 2022 à l'issue des élections législatives de novembre.

## Biographie

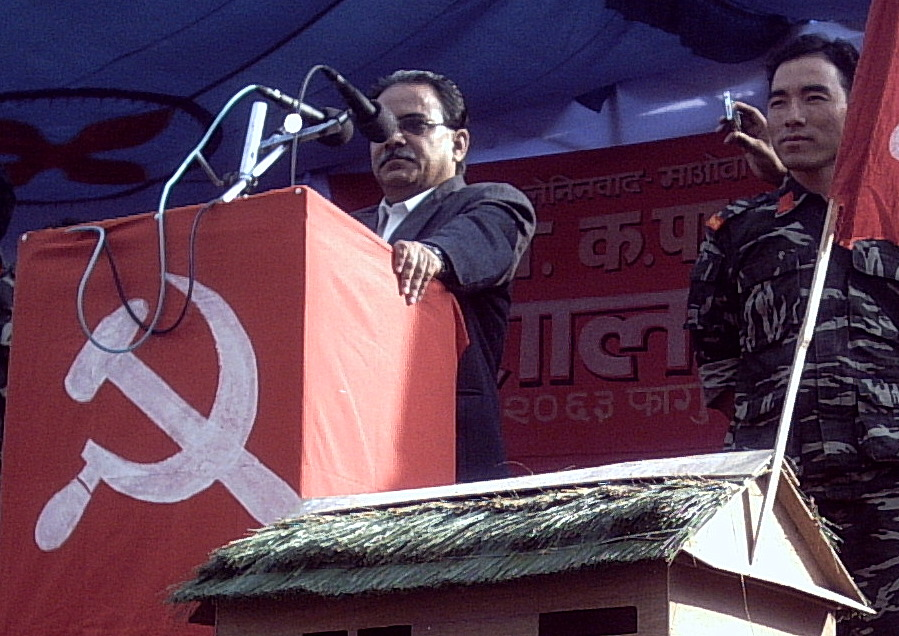
Prachanda prononçant un discours à Pokhara.

Issu d'une famille paysanne pauvre, son état civil, à la naissance, est Chhabi Lal Dahal. Ses prénoms — Chhabi Lal — seront ultérieurement changés en « Pushpa Kamal », expression qui, dans plusieurs langues du sous-continent indien (sanskrit, hindi, népalais), signifie « fleur de lotus ».
Il passe une grande partie de son enfance dans le district de Chitwan au sud du pays. Il obtient un baccalauréat ès sciences en agriculture (BSc-Ag) de l'Institute of Agriculture and Animal Sciences (AIAS) à Rampur (district de Chitwan). Diplôme en poche, il aurait été engagé dans un projet de développement rural dans le district de Jajarkot, parrainé par l’United States Agency for International Development (USAID).
En 1989, il devient secrétaire général du Parti communiste du Népal (Mashal), mouvement qui après un certain nombre de permutations est devenu l'actuel Parti communiste unifié du Népal (maoïste) (nom adopté en 2009). 
En tant que chef du PCN(M), il est également le chef suprême de sa branche armée, l'Armée népalaise du peuple, à la tête de laquelle il déclenche, le 13 février 1996, une insurrection contre la monarchie qui aboutit, entre 1996 et 2006, à la guerre civile népalaise qui cause la mort d'environ 13 000 personnes.
Le 21 novembre 2006, Prachanda finalise, à Katmandou, un accord de paix avec le Premier ministre Girija Prasad Koirala.
Le 10 avril 2008, il est élu membre de l'Assemblée constituante, dans laquelle le parti maoïste devient la principale formation politique[réf. incomplète].
Le 15 août 2008, il est élu Premier ministre par l'Assemblée constituante de la nouvelle République démocratique fédérale du Népal, et prête serment le 18 août.
La composition du cabinet (gouvernement) intervient en deux étapes : le 22 août 2008, quatre ministres issus du PCN-M et quatre ministres issus du Forum des droits du peuple madhesi, Népal (MJF) prêtent serment, tandis que les 23 autres ministres sont nommés le 31 août 2008. Le cabinet au complet inclut, outre le Premier ministre :
- dix ministres issus du Parti communiste du Népal (maoïste) (PCN-M) ;
- six ministres issus du Parti communiste du Népal (marxiste-léniniste unifié) (PCN-MLU) ;
- quatre ministres issus du Forum des droits du peuple madhesi, Népal (MJF) ;
- un ministre issu du Front populaire du Népal (Janamorcha Nepal) ;
- un ministre issu du Parti communiste du Népal (uni) (PCN-Uni) ;
- un ministre issu du Parti de la bonne volonté (Sadbhavana Party).

Le 20 septembre 2008, après avoir accepté la démission du ministre (maoïste) de la Réforme agraire, Matrika Yadav, il prend en charge, à titre intérimaire, les fonctions occupées par le ministre démissionnaire. 
À la suite de désaccords avec le président Ram Baran Yadav, en particulier sur l'incorporation des anciens guérilleros maoïstes dans l'armée nationale à laquelle s'oppose le chef de l'armée, soutenu par le président, ainsi que pour retrouver un soutien populaire altéré par son incapacité à résoudre la crise économique et sociale du pays, les maoïstes quittent le gouvernement le 4 mai 2009 et boycottent le parlement. 
Le Népal connaît ensuite une période d'instabilité gouvernementale, les maoïstes s'opposant à la coalition gouvernementale fragile formée par le Congrès népalais et le Parti communiste du Népal (marxiste-léniniste unifié). En août 2011, le parti de Prachanda revient au gouvernement lorsque l'un de ses cadres, l'ancien ministre des finances Baburam Bhattarai, devient premier ministre. Lors du scrutin de novembre 2013, les maoïstes népalais sont nettement battus et Pushpa Kamal Dahal lui-même, défait par un candidat du Congrès népalais, perd son siège à l'assemblée. 
Le 4 août 2016, il redevient Premier ministre après la chute de K. P. Sharma Oli. Conformément à un accord avec l'ancien chef du gouvernement royal Sher Bahadur Deuba qui doit lui succéder, il démissionne de nouveau le 24 mai 2017.
Il redevient Premier ministre en décembre 2022 à l'issue des élections législatives de novembre. Il exerce le gouvernement cette fois-ci en rotation avec Khadga Prasad Sharma Oli. Sa nomination est mal vue par l'Inde de Narendra Modi.